# Miyavi
Pour les articles homonymes, voir Miyabi.
Takamasa Ishihara (石原貴雅), dit Miyavi (雅, miyabi), également typographié MIYAVI, est un chanteur et guitariste japonais, né le 14 septembre 1981 à Osaka. Plus secondairement, il est aussi acteur.
Il a d'abord partie du style visual kei mais il n'a fait qu'évoluer depuis, évoluant notamment dans le J-rock, bien que son style soit indescriptible et unique. À son arrivée à Tokyo, il a été le guitariste du groupe Dué le Quartz, puis le groupe s'est séparé et miyavi a commencé sa carrière solo en 2002. Depuis 2008, il fait également partie du supergroupe Skin seulement en tant que guitariste mais celui-ci n'a fait qu'un concert à Los Angeles. Bien qu'ils ne soient pas officiellement séparés, le groupe est en inactivité depuis cet unique concert.

## Biographie
Takamasa Ishihara, dit Miyavi, est né le 14 septembre 1981 à Osaka, sa famille et lui ont rapidement déménagé dans la préfecture de Hyogo. Il voulait être joueur de football professionnel mais à peu près à 15 ans, il a été blessé et a dû arrêter. Après cet incident, il n'avait plus de but, il commençait à mal tourner. Un jour, il a pris une guitare chez un ami et a commencé à "jouer" , dès les premières notes il a voulu être guitariste. Il a donc acheté une guitare très peu chère et a commencé à apprendre tout seul, en visionnant quelques vidéos sur internet. À 17 ans, un de ses amis a eu un accident, c'est là qu'il a décidé de partir, seul, à Tokyo, avec pour seul bagage sa guitare qu'il avait dénichée dans un magasin pas cher. C'est là qu'il rencontrera les membres de Due le quartz.
Anciennement du groupe Loop, un groupe méconnu, en juin 1999 il rejoint comme guitariste Sakito, Kikasa et Kazuki dans le groupe Dué le Quartz. Il y compose la quasi-totalité des morceaux joués par le groupe, et écrit une partie des paroles. En novembre de la même année sort leur premier mini-album, Mikansei no Jekyl to Hyde, mais la consécration ne viendra qu'avec Jisatsu Ganbou, sorti le 28 mai 2000. Le 21 août 2000, le groupe organise son concert au Shibuya On Air West, lieu qu'il retrouve en février 2001 pour un double concert (avec le Shibuya On Air East).
Le 12 mai 2002 sort un nouveau mini-album, Rodeo, mais le groupe annonce sa séparation quelques semaines plus tard (le 8 juin), après un ultime concert le 22 septembre au Shibuya AX. Miyavi annonce alors qu'il se lance dans une carrière solo et modifie son nom de scène en miyavi, profitant de l'occasion pour changer son style tant artistique que visuel, devenu moins visual kei, moins gothique et plus punk (avec force tatouages et piercings).
Artiste complet, extravagant sur scène, mais réservé sur sa vie privée, Miyavi s'est également essayé au cinéma avec le rôle principal du film Oresama. Il est également le propriétaire de son propre label discographique (J-glam), qui le produit désormais.
Miyaviuta - Dokuso son dernier album comportant des chansons inédites sort le 13 septembre 2006, avec un style tout nouveau de sa part : l’accompagnement musical, qui était beaucoup plus important dans miyavizm, se trouve réduit. Dans cet album, Miyavi se concentre uniquement sur sa guitare, avec un style plus doux.
Miyavi décide de s'installer aux États-Unis à Los Angeles, avant de sortir l'album This iz the Japanese kabuki rock le 19 mars 2008. Miyavi a quitté son label pour créer le sien: J-glam.
Le 14 mars 2009, il s'est marié à la chanteuse de j-pop Melody, il est le père d'une fille née le 29 juillet 2009 qui se nomme Lovelie, écrit Ravuri, d’une fille appelée Jewelie Aoi, née le 21 octobre 2010, et d’un garçon prénommé Skyler.
Fin 2014, il est de retour au cinéma dans Invincible, le film d'Angelina Jolie
En 2017, il a interprété un rôle au début du film Kong.

## Discographie

### Singles
Digital Singles
1. Survive (10 mars 2010)
2. Super Hero (1er juin 2010)
3. Let Go (10 décembre 2014)
4. Mission: Impossible Theme (8 juillet 2015)

## Filmographie
- 2004 : Oresama
- 2014 : Invincible d'Angelina Jolie : Mutsuhiro Watanabe
- 2017 : Kong: Skull Island : Gunpei Ikari
- 2018 : Bleach de Shinsuke Sato : Byakuya Kuchiki
- 2018 : Gangoose de Yu Irie : Adachi
- 2019 : Stray de Joe Sill : Jin
- 2019 : Maléfique : Le Pouvoir du mal : Udo (Tundra)
- 2021 : Kate de Cédric Nicolas-Troyan : Jojima
- 2022 : HELL DOGS : Yoshitaka Toake

## Autres

### DVD

#### Live
- Shibuya Koukaidou “Gekokujou” (23 juillet 2003)
- 2nd live Nariagari (shaku) at Hibiya Yagai dai Ongakudou (19 octobre 2003)
- Live in Nihon Budokan (1er décembre 2004)
- 25th Anniversary Performance - Tokyo Geijutsu Gekijou Hall 5days (2 mai 2007)
- The Beginning Of NEO VISUALIZM Tour 2007 (7 mai 2008)
- The Beginning Of NEO VISUALIZM Tour 2007 Official Bootleg (7 mai 2008)

#### PV
- Hitorigei vol. 1 (21 août 2004)
- Hitorigei vol. 2 (7 décembre 2005)
- Hitorigei vol. 3 (17 janvier 2007)
- THIS IZ THE ORIGINAL SAMURAI STYLE (24 décembre 2008)

#### Autre
- Neo Tokyo Samurai Black World Tour Vol. 1 (24 mars 2010)

### Photobook
- Miyavi Hajime no Photo Essay Shu WAGAHAI (19/09/2003)
- Gakincho [ガキんちょ] (19/10/2004)
- Je Vous Souhaite Un Bon Anniversaire (17/09/2006)
- Japanese 西洋かぶれ～ぶらり、みちのく一人旅 IN U.S.A.